# Liste ungelöster Probleme der Physik
Einige der bedeutendsten ungelösten Probleme der Physik sind theoretischer Natur, d. h., dass die bestehenden Theorien nicht in der Lage sind, ein bestimmtes, beobachtetes Phänomen bzw. das Ergebnis eines Experiments zu erklären. Die anderen sind experimenteller Natur, d. h., dass es schwierig ist, ein Experiment zu erstellen, um eine bestimmte Theorie zu überprüfen oder ein bestimmtes Phänomen mit größerer Genauigkeit zu erforschen.

## Kosmologie und Allgemeine Relativitätstheorie
Die Kosmologie beschäftigt sich mit dem Ursprung, der Entwicklung und der grundlegenden Struktur des Universums (Kosmos) als Ganzem und ist ein Teilgebiet der Astronomie, das in enger Beziehung zur Astrophysik steht.
Die allgemeine Relativitätstheorie (ART) beschreibt die Wechselwirkung zwischen Materie (einschließlich Feldern) einerseits und Raum und Zeit andererseits. Sie deutet Gravitation als geometrische Eigenschaft der gekrümmten vierdimensionalen Raumzeit. Die mathematische Beschreibung der Raumzeit und ihrer Krümmung erfolgt mit den Methoden der Differentialgeometrie.
Das Standardmodell der Kosmologie (SdK) beruht unter anderem auf den folgenden Annahmen:
- der Gültigkeit des kosmologischen Prinzips, d. h., es gilt die Isotropie und Homogenität des Kosmos
- der Gültigkeit der allgemeinen Relativitätstheorie

Das Standardmodell wird durch folgende Beobachtungsergebnisse gestützt:
- die Hubble-Expansion
- die kosmische Mikrowellenhintergrundstrahlung
- die primordiale Nukleosynthese, d. h. die Entstehung der ersten Elemente

Das Standardmodell weist jedoch folgende Probleme bzw. offene Fragen auf:
- das Horizontproblem
- das flache Universum
- exotische Teilchen wie z. B. magnetische Monopole
- Inhomogenitäten, welche notwendig sind, um die heutigen Strukturen des Kosmos zu verstehen
- Baryonenasymmetrie
- Dunkle Materie
- Dunkle Energie
- Beim Zeitpunkt t = 0 gibt es eine nicht behebbare Singularität.

### Kosmologische Inflation
Als kosmologische Inflation wird eine Phase extrem rascher Expansion des Universums bezeichnet. Je nach zugrunde liegenden Annahmen begann sie zwischen 10−43 s, d. h. der Planck-Zeit (bzw. dem Beginn des Urknalls selbst), und 10−35 s und dauerte bis zu einem Zeitpunkt zwischen 10−33 s und 10−30 s nach dem Urknall.
- Ist die Theorie der kosmologischen Inflation korrekt, und falls ja, wie sehen die genauen Details dieser Zeitspanne aus?
- Was ist das hypothetisch postulierte Inflatonfeld, das diese Inflation hervorruft? Falls die Inflation an einem bestimmten Raumpunkt geschehen ist, ist sie dann selbsterhaltend durch die Inflation von quantenmechanischen Fluktuationen (Vakuumfluktuationen), und geht sie deshalb möglicherweise in weit entfernten Gegenden des Universums weiter?

Durch die Annahme einer inflationären exponentiellen Expansion können die beiden folgenden offenen Fragen des Standardmodells der Kosmologie beantwortet werden:
- das Horizontproblem: Während der sehr kurzen Phase der Inflation dehnt sich die Raumzeit schneller aus als Lichtsignale, so dass der heute dem Beobachter zugängliche Raum kausal zusammenhängend ist.[1][2]
- das flache Universum: Die Inflation „flacht“ die Krümmung des Universums immer weiter ab, bis letztendlich ein euklidischer Raum entstanden ist.[1][2]

Folgende Punkte sprechen aber gegen das Inflationsmodell:
- Schlechte Inflation bzw. gar keine Inflation: Schlechte Inflation ist wahrscheinlicher als gute Inflation, wobei mit schlechter Inflation eine Periode beschleunigter Expansion gemeint ist, die zu einem Ergebnis führt, das den heutigen Beobachtungen widerspricht. Und ein Universum ohne Inflation ist wahrscheinlicher als eines mit Inflation (gemäß Roger Penrose um den Faktor 10100).[3]
- Ewige Inflation: Wenn die Inflation einmal begonnen hat, hört sie aufgrund von Quantenfluktuationen nie wieder auf. So entsteht ein Meer von inflationär expandierendem Raum, in die kleine Inseln aus heißer Materie und Strahlung eingebettet sind – jede dieser Inseln ein eigenständiges Universum.[3] Gemäß Alexander Vilenkin bilden sich Universen als Blasen, in denen physikalische Zustände mit einem echten Vakuum herrschen, wie wir es kennen. Diese Blasen – unser beobachtbares Universum ist eine solche Blase – bleiben vom falschen Vakuum umgeben, das immer weiter expandiert und dabei immer neue Blasen erschafft.[4]

### Horizontproblem
Als Horizontproblem wird die Tatsache bezeichnet, dass verschiedene, weit entfernte Regionen des Universums, die nicht miteinander in Kontakt stehen, so homogen sind (sie weisen trotz der großen Distanz die gleichen physikalischen Eigenschaften auf), obwohl die Urknalltheorie größere, messbare Anisotropien des Nachthimmels vorherzusagen scheint als diejenigen, die bisher beobachtet wurden.
- Die kosmologische Inflation wird allgemein als Lösung dafür akzeptiert. Ist dies korrekt?

- Sind andere mögliche Erklärungen wie eine veränderliche Lichtgeschwindigkeit (engl. variable speed of light (VSL): c als eine Funktion von Zeit und Raum, siehe Variable Lichtgeschwindigkeit) als Lösung eventuell besser geeignet?

### Zukunft des Universums
Welches der möglichen Szenarien beschreibt die Zukunft der Geometrie der Raumzeit des Universums am ehesten:
- Ewige Expansion, das heißt, das Universum expandiert unbegrenzt weiter, ohne dass sich die Expansion relevant beschleunigt oder vermindert (siehe auch Kosmologie schwarzer Löcher).
- Big Freeze (auch Big Chill oder Big Whimper genannt), das heißt ein vergleichsweise plötzlicher Übergang von der Expansion in einen stationären Zustand.
- Big Rip, das heißt eine immer stärker zunehmende und schließlich extrem ansteigende Entstehung neuen Raumes, sodass sich alle Objekte immer schneller voneinander entfernen und nicht mehr in Wechselwirkung treten können.
- Big Crunch, das heißt, die Expansion des Universums endet irgendwann in der Zukunft und schlägt dann in ein sich beschleunigendes Zusammenziehen um.
- Big Bounce, das heißt, nach einem Zusammenziehen auf einen sehr kleinen Durchmesser erfolgt eine erneute Expansion.

### Baryonenasymmetrie
Die Baryonenasymmetrie ist die beobachtete große Dominanz der Materie gegenüber der Antimaterie im Universum.
- Warum gibt es soviel mehr Materie als Antimaterie im beobachtbaren Universum?

Es gibt folgende Ansätze zur Beantwortung:
Der Nachweis der Existenz von Antimaterie-Regionen im Universum
Man stellt sich vor, dass das Universum aus räumlich getrennten Gebieten besteht, in denen jeweils die baryonische oder die antibaryonische Materie überwiegt: Die auf der Erde eintreffende kosmische Strahlung wird nach Antimaterieteilchen untersucht, z. B. nach Antihelium bzw. noch schwereren Antikernen. Durch den Nachweis z. B. eines einzigen Antikohlenstoffkerns würde die Existenz von Sternen aus Antimaterie im Universum bewiesen, da Kohlenstoff nicht beim Urknall gebildet werden konnte. Jedoch verliefen alle bisherigen Nachweisversuche negativ (z. B. durch das Experiment Pamela bzw. die beiden AMS-Experimente). Des Weiteren spricht gegen die Existenz von Antimaterieregionen, dass in den Grenzbereichen zwischen der Materie und der Antimaterie extrem energiereiche Photonen, resultierend aus der gegenseitigen Vernichtung von Materie und Antimaterie entstehen müssten, was aber bisher nicht beobachtet worden ist.
Die bevorzugte Entstehung von Baryonen im frühen Universum
Die Sacharowkriterien sind notwendige Bedingungen für eine dynamische Erzeugung der Baryonenasymmetrie im Universum. Die CP-Verletzung (2. Sacharow-Kriterium) wurde bisher bei vier Partikeln nachgewiesen, sie allein kann jedoch die beobachtete Materie-Antimaterie-Asymmetrie im Universum nicht erklären, da sie um den Faktor 1010 zu klein ist. (siehe auch Physik jenseits des Standardmodells: Punkt 3)
Theorien zur Erklärung der Baryonenasymmetrie sind z. B.
- Baryogenese
- Leptogenese
- Higgsogenese: Sind das Higgs-Boson und sein (hypothetisches) Anti-Teilchen für die Baryonenasymmetrie verantwortlich?[9]

### Kosmologische Konstante
Die Kosmologische Konstante ist eine physikalische Konstante, die ursprünglich von Albert Einstein in der allgemeinen Relativitätstheorie eingeführt wurde. Die kosmologische Konstante wird heute aber nicht mehr als Parameter der allgemeinen Relativitätstheorie interpretiert, sondern als die zeitlich konstante Energiedichte des Vakuums.
- Warum verursacht die Nullpunktsenergie des Vakuums keine so große Kosmologische Konstante, wie durch Quantenfeldtheorien naheliegen würde?[10]
- Welchen gegenteiligen Einfluss gibt es? (siehe auch das ungelöste Problem: Vakuum-Katastrophe)

### Dunkle Materie
Die Existenz dunkler Materie – nicht sichtbarer Materie, die mit Licht nicht wechselwirkt – wird in der Kosmologie zur Erklärung einiger Gravitationswirkungen auf sichtbare Materie postuliert. Ihre Existenz gilt als weitgehend gesichert, weil derzeit nur so die Geschwindigkeit von Sternen um das Zentrum ihrer Galaxie und die Bewegung von Galaxiehaufen erklärbar ist.
- Woraus besteht Dunkle Materie?
- Handelt es sich um Teilchen? Handelt es sich um den leichtesten Superpartner (bzw. LSP)?
- Oder weisen die Phänomene, die der dunklen Materie zugeschrieben werden, möglicherweise gar nicht auf eine Form von Materie hin, sondern auf die Notwendigkeit einer Erweiterung der Theorie der Gravitation? Siehe z. B. Alternative Erklärungsversuche bzw. MOND-Theorie.

### Dunkle Energie
Die Existenz dunkler Energie wird als eine hypothetische Form der Energie postuliert, um die beobachtete beschleunigte Expansion des Universums zu erklären.
- Was ist die Ursache für die beobachtete beschleunigte Expansion des Universums (De-Sitter Phase)?

- Warum ist die Energiedichte der dunklen Energie von derselben Größenordnung wie die gegenwärtige Materiedichte, da sich die beiden doch ziemlich unterschiedlich in der Zeit entwickeln; könnte es nicht einfach so sein, dass wir die Beobachtung zum exakt richtigen Zeitpunkt machen (Anthropisches Prinzip)?

Was genau ist die dunkle Energie? Mögliche Erklärungen dafür sind:
- die kosmologische Konstante
- die Vakuumenergie
- die Quintessenz

### Kopernikanisches Prinzip
Das Kopernikanische Prinzip bedeutet, dass der Mensch keine ausgezeichnete, spezielle Stellung im Kosmos einnimmt, sondern nur eine typisch durchschnittliche.
- Einige große Strukturen des Mikrowellen-Himmels, die über 13 Mrd. Lichtjahre entfernt sind, scheinen sowohl mit der Bewegung als auch der Orientierung des Sonnensystems übereinzustimmen. Liegt es an systematischen Fehlern bei der Sammlung und Verarbeitung der Daten, sind es lokale Phänomene oder handelt es sich dabei um eine Verletzung des kopernikanischen Prinzips? (siehe Hintergrundstrahlung: Offene Fragen)

### Die Gestalt des Universums

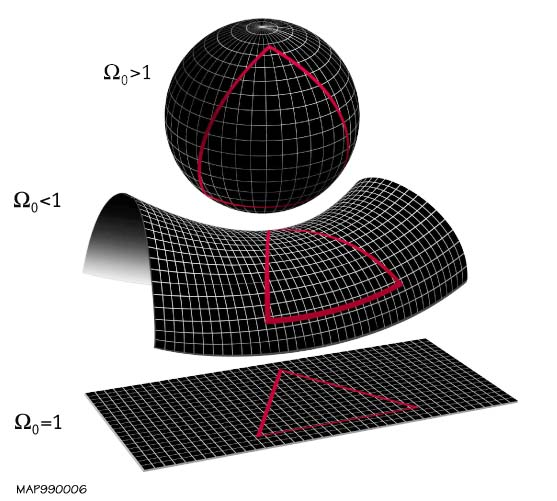
Die lokale Geometrie des Universums wird durch den Dichteparameter Ω bestimmt. Von oben nach unten
Kugelförmiges Universum (Ω > 1, k > 0)
Hyperbolisches Universum (Ω < 1, k < 0)
Flaches Universum (Ω = 1, k = 0)

Bzgl. der Gestalt des Universums sind die lokale und die globale Geometrie zu unterscheiden:
- Lokale Geometrie: die Krümmung des (beobachtbaren) Universums
- Globale Geometrie: die Topologie des Universums als Ganzes (beobachtbar und darüber hinaus: siehe auch Multiversum)

Die lokale Geometrie des Universums wird durch den Wert des Dichteparameters Ω bzw. durch den Raumzeit-Krümmungs-Parameter {\displaystyle k} (siehe Friedmann-Gleichung) bestimmt:
- Ω > 1: kugelförmiges Universum, da die Energiedichte des Universums größer ist als die kritische Energiedichte und damit die Krümmung der Raumzeit positiv ist {\displaystyle (k=1)}

- Ω < 1: hyperbolisches Universum, da die Energiedichte kleiner ist als der kritische Wert und damit die Krümmung der Raumzeit negativ ist {\displaystyle (k=-1)}

- Ω = 1: flaches (d. h. euklidisches) Universum, da die Energiedichte genau so groß ist wie die kritische Energiedichte und damit die Raumzeit verschwindende Krümmung hat {\displaystyle (k=0)}

Die lokale Geometrie bestimmt die globale Geometrie zwar nicht vollständig, sie schränkt aber ihre möglichen Ausprägungen ein.
- Was ist die 3-Mannigfaltigkeit des mitbewegten Raumes (engl.: comoving space), d. h. eines mitbewegten Raumsektors des Universums (siehe auch Entfernungsmaß), umgangssprachlich die Gestalt des Universums genannt?

- Weder die Krümmung noch die Topologie sind gegenwärtig bekannt, obwohl bekannt ist, dass die Krümmung – zumindest bei den beobachtbaren Größenordnungen – nahe bei Null liegt. Die Hypothese der kosmologischen Inflation behauptet, dass die Gestalt des Universums möglicherweise nicht feststellbar ist, aber seit 2003 haben Jean-Pierre Luminet et al. vorgeschlagen, dass die Gestalt des Universums eine Dodekaeder-Topologie sein könnte.[11]

- Ist die Gestalt des Universums ein Poincare-Raum, eine andere 3-Mannigfaltigkeit oder ist die Gestalt des Universums überhaupt nicht feststellbar?

### Unvereinbarkeit von Quantenmechanik und Allgemeiner Relativitätstheorie
Sowohl die QT als auch die ART weisen jede für sich Probleme auf, außerdem sind sie grundsätzlich verschieden, da die ART rein klassisch ist. Weder die eine noch die andere Theorie kann für sich allein in Anspruch nehmen, eine vollständige und konsistente Beschreibung der Wirklichkeit zu geben. Soll die Physik insgesamt logisch widerspruchsfrei sein, so muss es eine Theorie geben, die die QT und die ART in irgendeiner Form vereinigt. Eine Theorie der Quantengravitation, die die QT und die ART ersetzen soll, muss deren innere Widersprüche auflösen und beide Theorien als Grenzfälle enthalten. Sie muss dieselben Aussagen über die Natur treffen, die uns die Standardmodelle der Teilchenphysik und der modernen Kosmologie geliefert haben. Sie muss außerdem ein Schlüsselproblem der QT beantworten: Wo verläuft die Trennlinie zwischen klassischer und quantenmechanischer Welt?
Probleme der ART:
- die Existenz Schwarzer Löcher mit einer Singularität in ihrem Zentrum; Punkte unendlicher Raumkrümmung und unendlicher Dichte, bei deren Beschreibung alle bekannten Gesetze der Physik versagen[14]

- die Urknall-Singularität mit unendlicher Dichte und Temperatur[15]

- die Entdeckung Stephen Hawkings, dass Schwarze Löcher zerstrahlen können – eine quantenfeldtheoretische Erkenntnis, die den Voraussagen der ART widerspricht[16]

Probleme der QT:
- das Auftreten unendlich großer Terme in den mathematischen Ausdrücken, die mit Hilfe ausgefeilter Vorschriften (Renormierung) beseitigt werden müssen[16]

Außerdem muss die Frage nach der Beschaffenheit von Raum und Zeit bei kleinsten Abständen – der so genannten Planck-Länge (10−35 Meter) und der Planck-Zeit (10−43 Sekunden) – beantwortet werden:
- Sind Raum und Zeit kontinuierlich, wie es die ART annimmt? Oder sind Raum und Zeit quantisiert? Besteht der Raum daher aus Volumenelementen, die sich nicht noch weiter aufspalten lassen? Und läuft die Zeit in winzigen, diskreten Schritten ab?[17] Die Raumzeit würde somit eine körnige Struktur aus hypothetischen Raumzeit-Atomen (analog zu den Atomen der Materie) aufweisen.[15]

Ein zentrales Problem einer Theorie der Quantengravitation wäre, dass die Raumzeitgeometrie nicht mehr (wie in der QT) als vorgegeben angenommen werden kann, sondern dass die Raumzeitgeometrie selbst Quantenfluktuationen unterliegt.

#### Theorie der Quantengravitation
Es gibt verschiedene Lösungsansätze:
- Die kanonische Quantisierung versucht, die Raumzeitgeometrie direkt zu quantisieren.[12] Dies führt zur Wheeler-DeWitt-Gleichung, die das gesamte Universum durch eine einzige Wellenfunktion des Universums beschreibt. In diesem Fall müssten nicht nur subatomare Partikel quantenmechanisch als Wahrscheinlichkeitswellen beschrieben werden, sondern der gesamte Kosmos. Das Problem dabei ist, dass die quantenmechanischen Seltsamkeiten in der klassischen Welt nicht beobachtet werden: Wie also geht unsere klassische Welt aus einem rein quantenmechanischen System hervor?[12]

- Schleifenquantengravitation: Der Schleifenquantengravitation zufolge besteht der Raum aus diskreten Volumenstücken von der Minimalgröße eines Planck-Volumens (10−99 Kubikzentimeter), und die Zeit schreitet in Sprüngen von der Größenordnung einer Planck-Zeit (10−43 Sekunden) fort[13] (siehe auch Quantenschaum und Spinschaum). Ungeklärt bleibt aber die Frage, wie (und ob) diese Struktur bei makroskopischen Abständen in ein glattes Raumzeitkontinuum übergeht – nur in diesem Fall nämlich kann die ART als Grenzfall in der Theorie enthalten sein.[18]

- Supergravitation
- Stringtheorie
- M-Theorie
- Twistor-Theorie

- Würde eine konsistente Theorie eine Kraft beinhalten, deren Träger das hypothetische Graviton ist (siehe auch Stringtheorie) oder wäre sie das Ergebnis der quantisierten Struktur der Raumzeit selbst (wie in der Schleifenquantengravitation)?

- Gibt es Abweichungen von den Vorhersagen der Allgemeinen Relativitätstheorie sowohl im mikroskopischen als auch im makroskopischen Bereich oder bei anderen extremen Bedingungen, die von einer Theorie der Quantengravitation herrühren? Gemäß der Schleifenquantengravitation z. B. pflanzt sich Licht unterschiedlicher Wellenlänge verschieden schnell fort. Je kleiner die Wellenlänge, desto stärker verzerrt das Raumzeitgitter, bestehend aus den Raumzeitatomen, die Welle.[19] Ist ein experimenteller Nachweis möglich ?

- (siehe auch das ungelöste Problem: Vermutung zum Schutz der Zeitordnung bzw. der Zeitfolge)

### Vakuum-Katastrophe
Als Vakuum-Katastrophe wird der Umstand bezeichnet, dass der theoretisch vorhergesagte Wert der Vakuumenergie des Universums um den Faktor 10120 größer ist als der tatsächlich beobachtete Wert (siehe auch das ungelöste Problem: Kosmologische Konstante).
- Was ist die Ursache für diese enorme Diskrepanz?

- Warum hat die vorhergesagte Masse des Quantenvakuums wenig Auswirkungen auf die Expansion des Universums?

### Informationsparadoxon Schwarzer Löcher
Gemäß dem Keine-Haare-Theorem ist das Verhalten eines schwarzen Lochs nach außen hin vollständig durch seine Masse, seine elektrische Ladung und seinen Drehimpuls bestimmt. Außerdem kann es im Rahmen der Quantenphysik keinen Verlust der Information geben. Was passiert dann mit der Information, die in den Objekten enthalten ist, die von einem schwarzen Loch aufgesogen wurden? Dieses Informationsparadoxon Schwarzer Löcher ist eng verwandt mit der Frage, wie Quantenphysik und Allgemeine Relativitätstheorie in Einklang gebracht werden können.

### Kosmische Zensur
Roger Penrose stellte 1969 die Hypothese auf, dass im Universum nackte Singularitäten nicht existieren können. Ist es möglich, diese Hypothese aus allgemeineren physikalischen Prinzipien abzuleiten? Oder können nackte Singularitäten aus realistischen Anfangsbedingungen entstehen?

### Zusätzliche Dimensionen
Gibt es in der Natur mehr als vier Raumzeit-Dimensionen? Falls ja, was ist ihre Anzahl und ihre Größe? Die folgenden Theorien postulieren mehr als 4 Raumzeit-Dimensionen:
- Stringtheorie: 10
- Supergravitation: 11
- Bosonische Stringtheorie: 26
- M-Theorie: 11
- Kaluza-Klein-Theorie: 5
- Randall-Sundrum-Modell: 5

Sind Dimensionen eine fundamentale Eigenschaft des Universums oder sind sie das Ergebnis von anderen physikalischen Gesetzen?
Können wir höhere Raumdimensionen experimentell nachweisen?

### Lokalität
Lokalität bezeichnet in der Physik die Eigenschaft einer Theorie, dass Vorgänge nur Auswirkungen auf ihre direkte räumliche Umgebung haben. Bei Nichtlokalität bzw. Lokalität geht es prinzipiell um die Frage, ob oder unter welchen Bedingungen ein Ereignis ein anderes Ereignis beeinflussen kann.
Gemäß der Bellschen Ungleichung ist eine physikalische Theorie lokal, wenn sich bei zwei räumlich getrennten Teilchen die Wahl dessen, was beim einen Teilchen gemessen wird, bei der Messung nicht unmittelbar auf das andere Teilchen auswirkt. Die Quantenmechanik verletzt die Bellsche Ungleichung.
- Gibt es außer der Quantenverschränkung noch andere nicht-lokale Phänomene in der Quantenphysik?

- Können Informationen und Eigenschaften auch in einer nicht-lokalen Weise übertragen werden?

- Unter welchen Bedingungen werden nicht-lokale Phänomene beobachtet?

- Was sagt die Existenz bzw. Nichtexistenz von nicht-lokalen Phänomenen über die fundamentale Struktur der Raumzeit aus?

- Welcher Zusammenhang besteht zwischen nicht-lokalen Phänomenen und Quantenverschränkung?[20]

### Vermutung zum Schutz der Zeitordnung
Die Vermutung zum Schutz der Zeitordnung bzw. der Zeitfolge (engl. chronology protection conjecture bzw. CPC) wurde von Stephen Hawking formuliert, da in einigen Lösungen für die Gleichungen der Allgemeinen Relativitätstheorie geschlossene zeitartige Kurven (engl. closed timelike curves bzw. CTC) auftauchen und diese die Möglichkeit von Zeitreisen auf der Zeitachse rückwärts beinhalten.
- Werden die CTC von einer Theorie der Quantengravitation, die die Allgemeine Relativitätstheorie und die Quantenmechanik vereinigt, ausgeschlossen, so wie von Stephen Hawking in der CPC vorgeschlagen? (siehe auch das ungelöste Problem: Theorie der Quantengravitation)

## Hochenergiephysik / Teilchenphysik
Das Standardmodell der Teilchenphysik (SM) ist eine physikalische Theorie, welche die derzeit bekannten Elementarteilchen und die Wechselwirkungen zwischen ihnen beschreibt. Die drei vom SM beschriebenen Wechselwirkungen sind die starke Wechselwirkung, die schwache Wechselwirkung und die elektromagnetische Wechselwirkung.
Das SM weist folgende inhärente Probleme auf:
- Das SM erfordert, dass alle Teilchen masselos sind, aber Teilchen haben offensichtlich eine Masse.[22][23][24][25] Was also ist der Ursprung von Masse?

Ist die Einführung des Higgs-Mechanismus und des Higgs-Bosons die Lösung? Das Higgs-Boson postulierte man vor knapp 50 Jahren aus rein theoretischen Gründen. Der Higgs-Mechanismus ist die bislang einfachste bekannte Möglichkeit, die Massen der fundamentalen Teilchen mathematisch widerspruchsfrei im SM zu berücksichtigen. Demnach treten alle massebehafteten Teilchen mit einem Feld in Wechselwirkung, das den gesamten Raum ausfüllt. Man sagt daher, dass der Higgs-Mechanismus die Massen der Teilchen erzeugt. Allerdings ist der Spin des Higgs-Bosons gleich Null, was wiederum Probleme aufwirft, denn alle bisher beobachteten Teilchen ohne Spin sind keine Elementarteilchen und theoretische Argumente sprechen dafür, dass Teilchen ohne Spin sehr viel schwerer sein müssten als das jetzt entdeckte Higgs-Boson.
- Das SM enthält 18[25] bzw. 25 (falls Neutrinos Masse besitzen)[25][27] bzw. 27[28] freie Parameter, die nicht durch die Theorie festgelegt sind und erst durch Messungen bestimmt werden müssen.[28]

Die 18 freien Parameter sind:
- 3 Kopplungskonstanten, d. h. Maßzahlen für die Stärke der Wechselwirkungen
- 6 Massen der Quarks
- 3 Massen der geladenen Leptonen (Elektron, Myon, τ-Lepton)
- 4 Winkel zur Beschreibung von Quarkzerfällen
- einen Winkel zur Beschreibung der CP-Verletzung in der starken Wechselwirkung
- die Masse des Higgs-Teilchens

Dazu kommen weitere 7 Parameter (3 Massen sowie 4 Mischungswinkel), falls Neutrinos Masse besitzen.
- Warum gibt es drei Generationen von Elementarteilchen?[23][25][27]

Die 12 Materieteilchen lassen sich in drei fast identische Gruppen einordnen, die sich hauptsächlich durch die Massen der zugehörigen Teilchen unterscheiden. Warum existieren diese drei Generationen und was ist die Ursache für die gewaltigen Unterschiede der Massen? Das top-Quark hat eine Masse von etwa 1,73 · 1011 eV und das Elektron-Neutrino von weniger als 0,8 eV. Der Higgs-Mechanismus erzeugt Massen, liefert aber keinerlei Erklärung für diese Unterschiede.
- Was ist der Zusammenhang zwischen Quarks und Leptonen?[27] Das Proton und das Elektron haben die gleiche Elementarladung ({\displaystyle +e} bzw. {\displaystyle -e}), ansonsten aber unterschiedliche Eigenschaften.[30]

- Das SM ist eine konsistente mathematische Theorie im Energiebereich jetziger Experimente, divergiert aber bei hohen Energien.[27]

Das SM lässt darüber hinaus folgende Fragen unbeantwortet:
- Die Gravitation kommt im SM nicht vor.[23][25][30]

- Baryonenasymmetrie: Warum gibt es die Dominanz der Materie im Universum?[23][25][30]

- Hierarchieproblem: Weshalb ist die Gravitation um den Faktor 10−32 schwächer als die elektroschwache Wechselwirkung?[25]

- Was ist die dunkle Materie?[23][30]

- Was ist die dunkle Energie?[27]

### Higgs-Mechanismus
Durch den Higgs-Mechanismus wird die Masse der fundamentalen Teilchen, eine früher als ursprünglich angesehene Eigenschaft, als Folge einer neuen Art von Wechselwirkung gedeutet.
- Gibt es nur das eine am CERN gefundene Higgs-Boson oder gibt es noch weitere Higgs-Bosonen (siehe auch Physik jenseits des Standardmodells: Punkt 1)?

- Stimmen die Zerfallskanäle des Higgs-Bosons mit dem Standardmodell überein?[31][32]

- Sind das Higgs-Boson und sein (hypothetisches) Anti-Teilchen für die Baryonenasymmetrie verantwortlich[9] (siehe auch das ungelöste Problem: Baryonenasymmetrie)?

### Hierarchieproblem
In der Teilchenphysik bezeichnet das Hierarchieproblem die Frage, weshalb die Gravitation so deutlich schwächer (um den Faktor 10−32) ist als die elektroschwache Wechselwirkung.
- Die Gravitation wird für Elementarteilchen erst auf der Planck-Skala, bei ca. 1019 GeV stark, einem Vielfachen der Größenordnung der schwachen Wechselwirkung. Jedoch liegt die Planck-Skala 16 Größenordnungen über der elektroschwachen Skala (Größenordnung 103 GeV). Die effektive (also experimentell zugängliche) Higgsmasse, deren Wert man für den Higgs-Mechanismus im Bereich der elektroschwachen Skala benötigt, ist also nicht bei ihrem natürlichen Wert in der Nähe der Planck-Masse (Natürlichkeitsproblem).[33][34]

- Warum liegen die Größenordnungen so weit auseinander? (siehe auch Physik jenseits des Standardmodells: Punkt 2)

### Magnetischer Monopol
Ein magnetischer Monopol ist ein gedachter Magnet, der nur einen Pol hat. Von Paul A. M. Dirac stammt die Spekulation, es könne den magnetischen Monopol als Elementarteilchen geben, welches das magnetische Gegenstück zum Elektron wäre.
- Existieren Elementarteilchen, die eine magnetische Ladung (analog zur elektrischen Ladung) tragen bzw. haben sie in der Vergangenheit existiert?

Für diese Idee sprechen zwei Argumente:
- Die Asymmetrie zwischen den sonst so ähnlichen Erscheinungen Magnetismus und Elektrizität – sichtbar z. B. in den Maxwell-Gleichungen – wäre behoben, elektrische und magnetische Phänomene wären streng „dual“ zueinander.

- Nach Dirac würde das Vorhandensein magnetischer Monopole die Quantisierung der elektrischen Ladung erklären.

### Proton

#### Protonenzerfall
- Ist das Proton grundsätzlich stabil? Oder hat es nur eine sehr große Halbwertszeit (größer als 1031 Jahre) und zerfällt deshalb innerhalb einer endlichen Zeitspanne? Der Protonenzerfall wird von einigen Varianten der großen vereinheitlichten Theorie (GUT) vorhergesagt.

#### Spin-Krise
- Wer ist der Träger des Spins von Protonen: Quarks, Gluonen oder beide?

Der Gesamtspin des Protons setzt sich zusammen aus den Spins der Valenzquarks, der Seequarks und der Gluonen sowie den Drehimpulsen der Quarks und Gluonen. Bis heute ist es aber noch nicht gelungen, den Gesamtspin des Protons von exakt {\displaystyle {\tfrac {1}{2}}} auf diese Komponenten aufzuteilen. Auch scheinen theoretische Modelle und Experimente unterschiedliche Beiträge der Quarks zum Gesamtspin des Protons zu ergeben. Gemäß der folgenden Quelle setzt sich der Spin des Protons wie folgt zusammen: der Quark-Spin trägt ca. {\displaystyle {\tfrac {1}{3}}} bei, während die Anteile von Gluonen-Spin, Quark-Drehimpuls und Gluonen-Drehimpuls jeweils unbekannt sind.

### Supersymmetrie
Die Supersymmetrie ist eine hypothetische Symmetrie der Teilchenphysik, die Bosonen (Teilchen mit ganzzahligem Spin) und Fermionen (Teilchen mit halbzahligem Spin) ineinander umwandelt. Die meisten Großen Vereinheitlichten Theorien und Superstringtheorien sind supersymmetrisch. Allerdings konnte bis heute kein experimenteller Nachweis erbracht werden, dass Supersymmetrie tatsächlich in der Natur existiert.
- Tritt die Raumzeit-Supersymmetrie im Bereich von TeV auf? Falls ja, welcher Mechanismus bewirkt, dass die Supersymmetrie gebrochen wird?

- Stabilisiert die Supersymmetrie den Bereich der elektroschwachen Wechselwirkung?

- Ist das LSP Teil der Dunklen Materie (siehe auch das ungelöste Problem Dunkle Materie)?

### Generationen
In der Teilchenphysik werden die zwölf bekannten elementaren Materieteilchen in drei sogenannte Generationen zu je vier Teilchen plus deren Antiteilchen eingeteilt. Die Existenz einer vierten, fünften usw. Generation mit entsprechenden noch nicht experimentell nachgewiesenen Elementarteilchen kann nicht ausgeschlossen werden, aber es sind keine Hinweise für weitere Generationen bekannt.
- Warum gibt es gerade drei Generationen (mit je zwei Flavours) von fundamentalen Fermionen (Quarks und Leptonen) (siehe auch Physik jenseits des Standardmodells: Punkt 4)?

- Gibt es eine Theorie, die die Masse bestimmter Quarks und Leptonen in bestimmten Generationen anhand übergeordneter Prinzipien erklären kann (z. B. basierend auf einer Theorie der Yukawa-Kopplung)?

### Neutrinos
Im heutigen Standardmodell der Teilchenphysik haben Neutrinos keine Masse. Experimente zur Neutrinooszillation haben aber gezeigt, dass Neutrinos eine von Null verschiedene Masse haben. Es gibt auch Theorien, die eine von Null verschiedene Masse beschreiben.
- Sind Neutrinos Dirac-Fermionen oder Majorana-Fermionen (Teilchen, die gleich ihren eigenen Antiteilchen sind)?

- Wie groß sind die Neutrinomassen? Ist die Massenhierarchie normal oder invertiert?

- Verletzt die Neutrinooszillation die CP-Symmetrie (Phasenfaktor δ von Null verschieden)?

### Confinement
Confinement bezeichnet in der Teilchenphysik das Phänomen, dass Teilchen mit Farbladung – Quarks und Gluonen – nicht isoliert, d. h. nicht als freie Teilchen vorkommen, sondern nur in Elementarteilchen, die aus ihnen aufgebaut sind, wie z. B. Mesonen und Baryonen.
- Wie ergibt sich dieses Phänomen aus der Quantenchromodynamik?

### Starkes CP-Problem
Unter CP-Verletzung (C für engl. charge Ladung; P für parity Parität) versteht man die Verletzung der CP-Invarianz. Letztere besagt, dass sich die physikalischen Zusammenhänge und Gesetzmäßigkeiten in einem System nicht ändern sollten, wenn alle Teilchen durch ihre Antiteilchen ersetzt und gleichzeitig alle Raumkoordinaten gespiegelt werden.
- Starkes CP-Problem (engl. strong CP problem): Warum konnte für die starke Wechselwirkung noch keine CP-Verletzung – welche prinzipiell möglich sein sollte – experimentell nachgewiesen werden?[39]

- Axion: Ist die Peccei-Quinn-Theorie und das hypothetische Elementarteilchen Axion die Lösung für das starke CP-Problem? Können Axionen experimentell nachgewiesen werden?[40]

### Anomales magnetisches Moment
- Warum unterscheidet sich der experimentell gemessene Wert des anomalen magnetischen Moments des Myons (|g| − 2) von dem durch das Standardmodell theoretisch vorhergesagten Wert?[41][42][43]

## Astronomie und Astrophysik

### Akkretionsscheibe
Eine Akkretionsscheibe ist in der Astrophysik eine um ein zentrales Objekt rotierende Scheibe, die Materie in Richtung des Zentrums transportiert (akkretiert). Sie kann aus atomarem Gas oder Staub oder aus verschieden stark ionisiertem Gas (Plasma) bestehen.
- Jets: Warum entstehen Jets senkrecht zur Rotationsebene gewisser astronomischer Objekte, wie z. B. galaktischen Kernen oder schwarzen Löchern, die Materie mittels einer rotierenden Akkretionsscheibe ansammeln?
- Quasi-periodische Schwingungen (engl. quasi-periodic oscillations): Warum treten in vielen Akkretionsscheiben quasi-periodische Schwingungen auf? Warum verhält sich die Periode der Schwingung umgekehrt proportional zur Masse des zentralen Objekts? Warum gibt es manchmal Oberschwingungen und warum treten diese bei verschiedenen Objekten in verschiedenen Frequenzverhältnissen auf?

### Sonnenkorona
Die Sonnenkorona ist der Bereich der Atmosphäre der Sonne, der oberhalb der Chromosphäre liegt und durch deutlich geringere Dichten und höhere Temperaturen im Vergleich zu den tiefer liegenden Schichten der Sonnenatmosphäre gekennzeichnet ist.
- Heizung der Korona: Warum ist die Temperatur der Korona (typischerweise einige Millionen Kelvin) deutlich heißer als die Temperatur der darunter liegenden Schichten der Sonne wie Chromosphäre und Photosphäre (Oberfläche der Sonne)?

Mögliche Erklärungsmodelle für die Heizung der Korona beinhalten die Dissipation von Plasmawellen, Rekonnexion kontinuierlich umstrukturierter Magnetfeldkonfigurationen, stoßdominierte Dissipation von elektrischen Strömen, Heizung durch Stoßwellen und weitere mögliche Prozesse.
- Rekonnexion: Warum ist die magnetische Rekonnexion um viele Größenordnungen schneller als durch Standardmodelle vorhergesagt?

### Supermassive schwarze Löcher
Die M–sigma-Relation (M–{\displaystyle \sigma }-Relation) ist ein empirisch ermittelter Zusammenhang zwischen der Masse M eines supermassiven schwarzen Loches (umfassen bis zu mehreren Milliarden Sonnenmassen) im Zentrum einer Galaxie und der Geschwindigkeitsdispersion {\displaystyle \sigma } von Sternen im dichten Zentralbereich einer Spiralgalaxie (Bulge).
- Was ist der Grund für die M–sigma-Relation?
- Wie haben die fernsten Quasare ihre supermassiven schwarzen Löcher schon so früh in der Geschichte des Universums angehäuft?

### UHECR
- Woher stammt die  Ultrahochenergetische kosmische Strahlung (engl. ultra-high-energy cosmic ray bzw. UHECR)?[44][45]
- Warum gibt es kosmische Strahlung mit unwahrscheinlich hoher Energie (siehe OMG-Teilchen)? Die Teilchen der kosmischen Strahlung können maximal 50 Mpc weit reisen, in einem solchen Umkreis um die Erde befinden sich aber keine der möglichen Quellen.
- Warum hat kosmische Strahlung, die von weit entfernten Quellen stammt offensichtlich Energien oberhalb des GZK-Cutoff?

### Sonstiges
- Diffuse interstellare Banden: Was ist für die zahlreichen Absorptionslinien in diffusen interstellaren Banden verantwortlich? Falls es sich um Moleküle handelt, welche sind es?
- Kuiper-Klippe (engl. Kuiper cliff): Warum fällt die Anzahl der Objekte im Kuipergürtel des Sonnensystems jenseits einer Grenze von 50 AE unerwartet und schnell ab?
- Fly-by-Anomalie: Mehrere Raumsonden haben bei einem Fly-by an der Erde eine kleine zusätzliche und unerwartete Geschwindigkeitszunahme erfahren. Was ist die Ursache dafür?
- Problem der Rotationskurve von Galaxien: Was verursacht den Unterschied in der beobachteten und der theoretisch vorhergesagten Geschwindigkeit von Sternen, die sich um das Zentrum von Galaxien bewegen? Ist dunkle Materie die Ursache? Oder müssen die Theorien angepasst werden, z. B. Modifizierte Newtonsche Dynamik?
- Supernova: Was ist der genaue Mechanismus, um den Übergang vom Kollaps des Kerns (Implosion) zur eigentlichen Explosion des Sterns zu beschreiben?[46][47]
- Magnetar: Was verursacht das extrem starke Magnetfeld eines Magnetars?
- Rotationsrate des Saturn: Warum zeigt die Magnetosphäre des Saturn eine sich langsam ändernde Periodizität, die ähnlich der Rotationsrate der Wolken auf dem Saturn ist? Was ist die Rotationsrate des inneren Teils (bzw. des festen Kerns) des Saturns?
- Brüllen des Weltraums (engl. space roar): Warum ist das Brüllen des Weltraums sechsmal lauter als erwartet? Was ist die Quelle dafür?
- Alter-Metallizität-Beziehung: Gibt es eine universell gültige Beziehung zwischen dem Alter und der Metallizität in Galaxien?
- Lithiumproblem: Die Theorie der primordialen Nukleosynthese beschreibt die Entstehung der Atomkerne in der Zeit bis zu drei Minuten nach dem Urknall. Die von der Theorie vorhergesagte Häufigkeit von Lithium-7 stimmt jedoch nicht mit der beobachteten Häufigkeit in alten Sternen überein. Es ist unklar, wodurch diese Abweichung verursacht wird.

## Kernphysik
Die Kernphysik ist das Teilgebiet der Physik, das sich mit dem Aufbau und dem Verhalten von Atomkernen beschäftigt. Ihr wichtigstes theoretisches Hilfsmittel ist die Quantenmechanik.

### Quantenchromodynamik
Die Quantenchromodynamik (QCD) ist eine Quantenfeldtheorie zur Beschreibung der starken Wechselwirkung. Sie beschreibt die Wechselwirkung von Quarks und Gluonen, also der fundamentalen Bausteine der Atomkerne. Die QCD ist wie die Quantenelektrodynamik (QED) eine Eichtheorie. Die Beschreibung der Nukleonen ist jedoch ein offenes Problem. Die Quarks besitzen nur 5 % der Masse der Nukleonen, die restlichen 95 % der Nukleonenmasse entstammen der Bindungsenergie der starken Wechselwirkung und der Bewegungsenergie der Quarks und Gluonen, welche die Nukleonen aufbauen.
- Was sind die Phasen von stark wechselwirkender Materie und welche Rolle spielen sie im Kosmos? Wie sieht die interne Struktur der Nukleonen aus? Was sagt die QCD bzgl. der Eigenschaften von stark wechselwirkender Materie voraus?
- Was bestimmt den Übergang von Quarks und Gluonen in Pionen und Nukleonen?
- Welche Rolle spielen Gluonen und Wechselwirkungen zwischen Gluonen in Nukleonen und Atomkernen? Existieren Glueballs (hypothetische, farbladungsneutrale Teilchen, die nur aus Gluonen bestehen)? Gewinnen Gluonen innerhalb von Hadronen Masse dynamisch, obwohl ihnen in der QCD formal keine Masse zugeschrieben wird?
- Was bestimmt die wesentlichen Grundzüge der QCD und wie verhalten sie sich zur Gravitation und Raumzeit?
- Warum konnte für die QCD noch keine CP-Verletzung nachgewiesen werden? Weist die QCD wirklich keine CP-Verletzung auf? (siehe auch das ungelöste Problem: Starkes CP-Problem)

### Atomkerne und nukleare Astrophysik
Die starke Wechselwirkung dient zur Erklärung der Bindung zwischen den Quarks in den Hadronen. Vor der Einführung des Quark-Modells wurde als starke Wechselwirkung die Anziehungskraft zwischen den Nukleonen (Protonen und Neutronen) des Atomkerns bezeichnet. Diese Anziehungskraft zwischen den Nukleonen wird heutzutage als Restwechselwirkung oder Kernkraft bezeichnet. Eine vollständige Beschreibung dieser Kernkraft aus der Quantenchromodynamik ist bisher nicht möglich.
- Was ist die Natur der Restwechselwirkung, die die Protonen und Neutronen in stabilen Kernen (siehe auch magische Kerne) und Isotopen zusammenhält?

- Was ist der Ursprung von einfachen Strukturen in komplexen Kernen? Was ist die Natur von exotischen Anregungen in Kernen an der Grenze der Stabilität und ihre Rolle in den physikalischen Prozessen von Sternen?

- Was ist die Natur von Neutronensternen und dicht gepackter Materie? Worin bestehen die physikalischen Prozesse von Sternen und von Sternexplosionen?

## Atomphysik
Die Atomphysik ist das Teilgebiet der Physik, das sich mit der Physik der Atomhülle und der in ihr ablaufenden Vorgänge befasst. Die Atomphysik betrachtet den Atomkern als nicht weiter unterteilbaren Baustein.

### Wasserstoff / Helium
- Wie sieht die Lösung der Schrödinger-Gleichung für das Wasserstoffatom in beliebigen elektrischen und magnetischen Feldern aus?

- Das Heliumatom ist das einfachste dielektronische Drei-Körper-Problem in der Quantenmechanik. (Einelektronischer Diwasserstoff ist ein weiteres Drei-Körper-Problem, in Born-Oppenheimer-Näherung allerdings exakt lösbar.) Es gibt Näherungslösungen der Schrödinger-Gleichung für das Heliumatom. Gibt es auch eine exakte Lösung?

## Physik der kondensierten Materie
Die Physik der kondensierten Materie unterscheidet sich aufgrund der gegenseitigen Wechselwirkung der Bausteine der Materie erheblich von der freier Teilchen (Elementarteilchenphysik, Atomphysik). Die theoretische Beschreibung basiert auf der Vielteilchentheorie.

### Hochtemperatursupraleiter
Als Hochtemperatursupraleiter werden Materialien bezeichnet, deren Supraleitfähigkeit – anders als bei konventionellen Supraleitern – nicht durch die Elektron-Phonon-Wechselwirkung zustande kommt. Die Ursache ist seit mehr als 25 Jahren ungeklärt.
- Welcher Mechanismus ist die Ursache dafür, dass einige Materialien Supraleitfähigkeit bei Temperaturen von erheblich mehr als 25 Kelvin zeigen?

- Ist es möglich, ein Material herzustellen, das bei Raumtemperatur (20 °C bzw. 293 K) supraleitend ist?

### Amorphe Materialien
Als amorphes Material bezeichnet man einen Stoff, bei dem die Atome keine geordneten Strukturen, sondern ein unregelmäßiges Muster bilden und lediglich über Nahordnung, nicht aber Fernordnung verfügen. Im Gegensatz zu amorphen heißen regelmäßig strukturierte Materialien Kristalle.
- Was ist die Natur des Glasübergangs (siehe Glasübergangstemperatur) zwischen einem flüssigen bzw. festen Körper und der Glasphase?

- Welche physikalischen Prozesse sind für die Eigenschaften von Gläsern und den Glasübergang verantwortlich?

### Sonolumineszenz
Unter Sonolumineszenz versteht man ein physikalisches Phänomen, bei dem eine Flüssigkeit unter starken Druckschwankungen ultrakurze, hochenergetische Lichtblitze aussendet.
- Was ist die Ursache für diese kurzen, hochenergetischen Lichtblitze, die von implodierenden Kavitationsblasen in einer Flüssigkeit ausgehen, wenn diese Blasen zuvor mit Ultraschall geeigneter Stärke und Frequenz künstlich erzeugt wurden?

### Turbulenz
Turbulenz ist die Bewegung von Flüssigkeiten und Gasen, bei der Verwirbelungen auf allen Größenskalen auftreten. Diese Strömungsform ist gekennzeichnet durch meist dreidimensionale, scheinbar zufällige Bewegungen der Fluidteilchen (siehe auch Turbulenzmodell).
- Kann ein theoretisches Modell geschaffen werden, um die Statistiken eines turbulenten Flusses (insbesondere seine interne Struktur) zu beschreiben?
- Unter welchen Bedingungen existieren exakte Lösungen der Navier-Stokes-Gleichungen? Dieses Problem ist auch eines der Millennium-Probleme der Mathematik.

### Sonstiges
- Topologische Ordnung: Ist die topologische Ordnung bei Temperaturen über 0 K stabil?
- Quanten-Hall-Effekt: Welcher Mechanismus erklärt die Existenz des nicht-ganzzahligem {\displaystyle \nu } ν = 5/2 Zustandes in dem fraktionalen QHE? Sind Anyonen dafür verantwortlich?
- Bose-Einstein-Kondensat: Kann die Existenz von Bose-Einstein-Kondensaten für wechselwirkende Systeme bewiesen werden?[48]
- Flüssigkristalle: Kann der Übergang von der nematischen zur smektischen Phase in Flüssigkristallen als ein universeller Phasenübergang angesehen werden?
- Quantenpunkt: Was ist die Ursache für die Nichtparabolizität (engl. nonparabolicity) im Leitungsband von Quantenpunkten?[49]
- Bandstruktur: Können Bandstruktur bzw. Bandlücken auch exakt berechnet werden? Für die Berechnung der Bandstruktur eines Materials können bisher nur Näherungslösungen verwendet werden, wie z. B. Modell der quasifreien Elektronen, Tight-Binding-Methode oder Dichtefunktionaltheorie (DFT).

## Weltformel
Eine Weltformel soll alle physikalischen Phänomene im bekannten Universum verknüpfen und präzise beschreiben. Es ist unklar, wie eine solche Weltformel aussehen könnte, und ob sie gefunden werden kann.

## Im 21. Jahrhundert gelöste Probleme
Einige Probleme konnten in jüngerer Vergangenheit gelöst werden. Diese Liste ist nach Datum der Lösung sortiert, in Klammern angegeben ist der Zeitraum, in dem das eine ungelöste Frage war (sofern eindeutig).
- Woher stammen kurze Gammablitze (1993–2017)? Diese können durch die Verschmelzung zweier Neutronensterne entstehen, zuerst 2017 beobachtet, als gleichzeitig ausgesandte Gravitationswellen gemessen werden konnten.
- Fehlende baryonische Materie (1998–2017): Die bekannten Beiträge zu baryonischer Materie addierten sich zu einem zu geringen Wert. Der fehlende Anteil wurde als heißes interstellares Gas gefunden.
- Existieren Zeitkristalle (2012–2016)? Ja, zuerst experimentell beobachtet im Jahr 2016.
- Existieren Gravitationswellen (1916–2016)? Ja, zuerst gefunden von LIGO im Jahr 2016.
- Kann die bellsche Ungleichung ohne Schlupflöcher getestet werden (1970–2015)? Ja, wie drei Forschergruppen im Jahr 2015 demonstrierten.
- Existieren Pentaquarks (1964–2015)? Ja, von LHCb gefunden.